# Bewachung

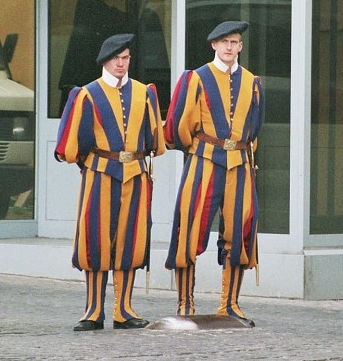
Die Schweizergarde, die Bewachungseinheit des Papstes in Rom

Unter Bewachung wird die Sicherung eines Objektes verstanden.

## Bewachungsziele

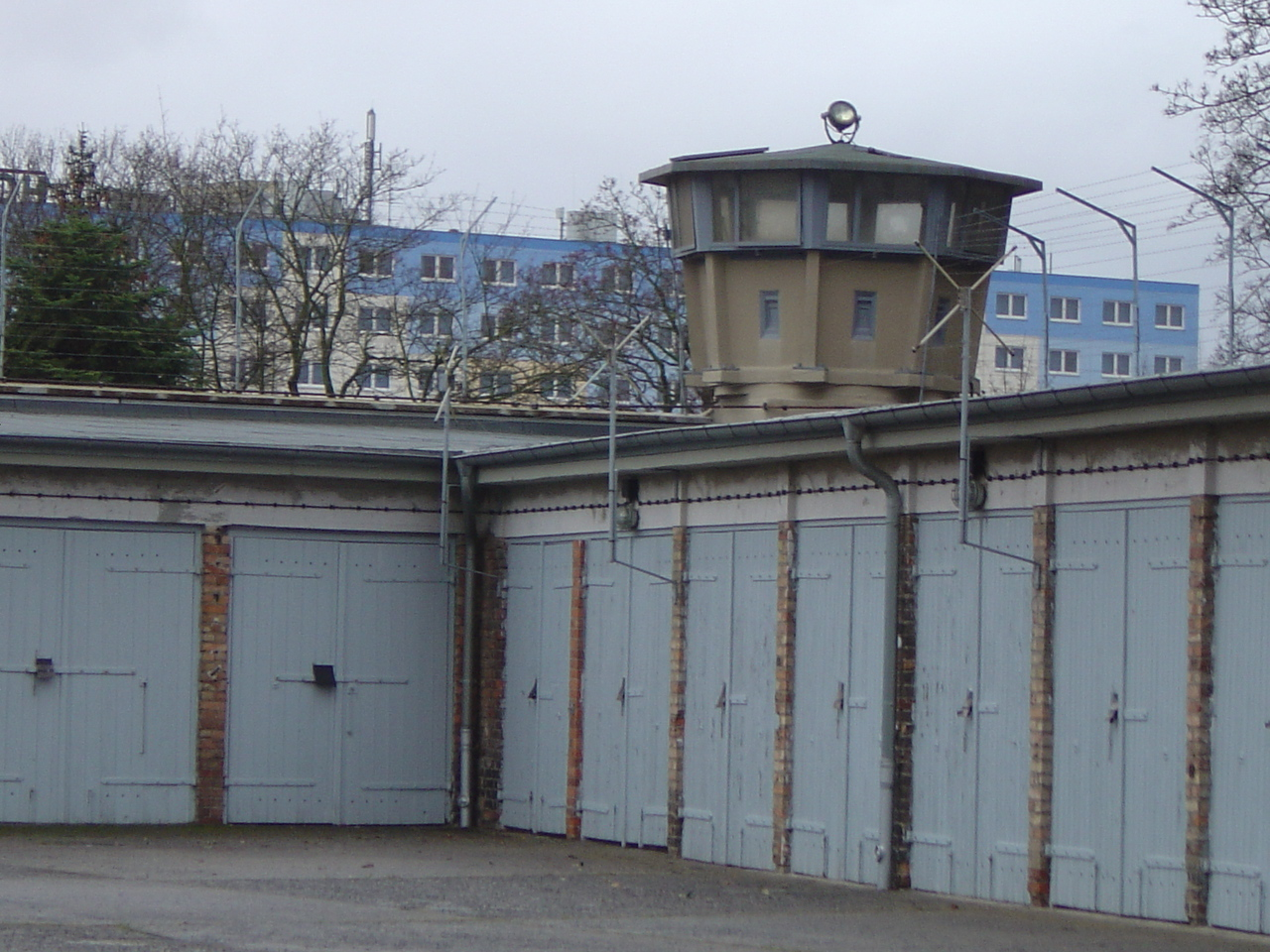
Wachturm, ehemalige Stasi-Haftanstalt Berlin-Hohenschönhausen

Als Bewachungsgegenstand werden ein Gebäude oder ein Gegenstand (Objektschutz), ein Territorium (Territorialschutz) – Grenzschutz, Zollkontrolle, Stadtwache –, eine Person (Personenschutz) oder eine Menschenmenge (Veranstaltung) – Zugänge, Parkplatz, Bühnengraben, Fluchtwege, Brandsicherheitswache, Ersthelfer bewacht. Zu den Bewachungsaufgaben gehören die Zugangs-, Durchgangs- und Sicherheitskontrollen (Sicherstellen der Autorisierung), die Kontrolle von Sicherheitsbereichen und Sperrzonen (Ausschluss von Selbst- und Fremdgefährdung) und/oder die Bedeckung gefährdeter Ziele (Gewährleisten der Sicherheit).

## Bewachungsmaßnahmen

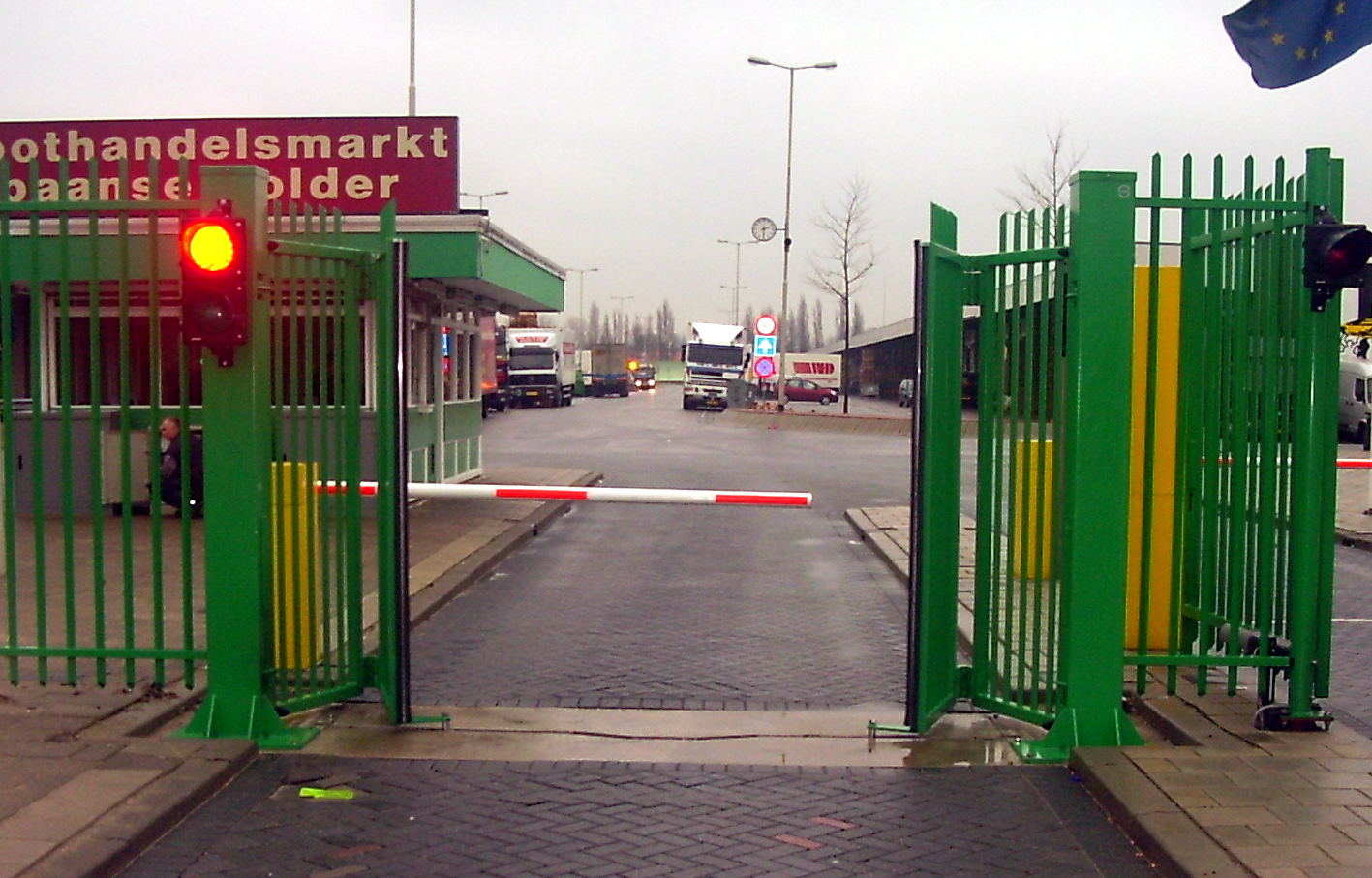
Sicherungsmaßnahmen

Die Bewachung wird meist durch zusätzliche Sicherungsmaßnahmen unterstützt, die teils in den allgemeinen Kontext Überwachung fallen. Als erste Möglichkeit werden bauliche Bewachungsmaßnahmen verwendet. Dabei handelt es sich um Aufstellung von Absperrungen (Zäune, Mauern, Schutztüren) z. B. bei Gebäuden oder Militäranlagen. Eine andere Möglichkeit ist die technische Bewachung. Diese wird durch Alarmanlagen oder durch Meldesysteme übernommen. Die letzte Bewachungsmaßnahme ist die organisatorische Bewachung, welche durch Personenidentifikation oder/und durch Schließanlagen durchgeführt wird.
Zur Infrastruktur zählen Örtlichkeiten, in denen Wachpersonal Sicherheitsaufgaben jeglicher Art wahrnimmt oder von dort aus beginnt. Der Zutritt zu Wachen ist oftmals sogar durch Gesetze reglementiert. Beispiele sind etwa Wachzimmer (Wachstuben) wie Feuerwache, Polizeiwache, Rettungswache oder Wachtürme.
Bei umfangreichen Bewachungsaufgaben, z. B. mit verschiedenen Schutzstufen oder Zugangsbereichen, kann die Einrichtung eines Managementsystems notwendig werden.

## Wachpersonal

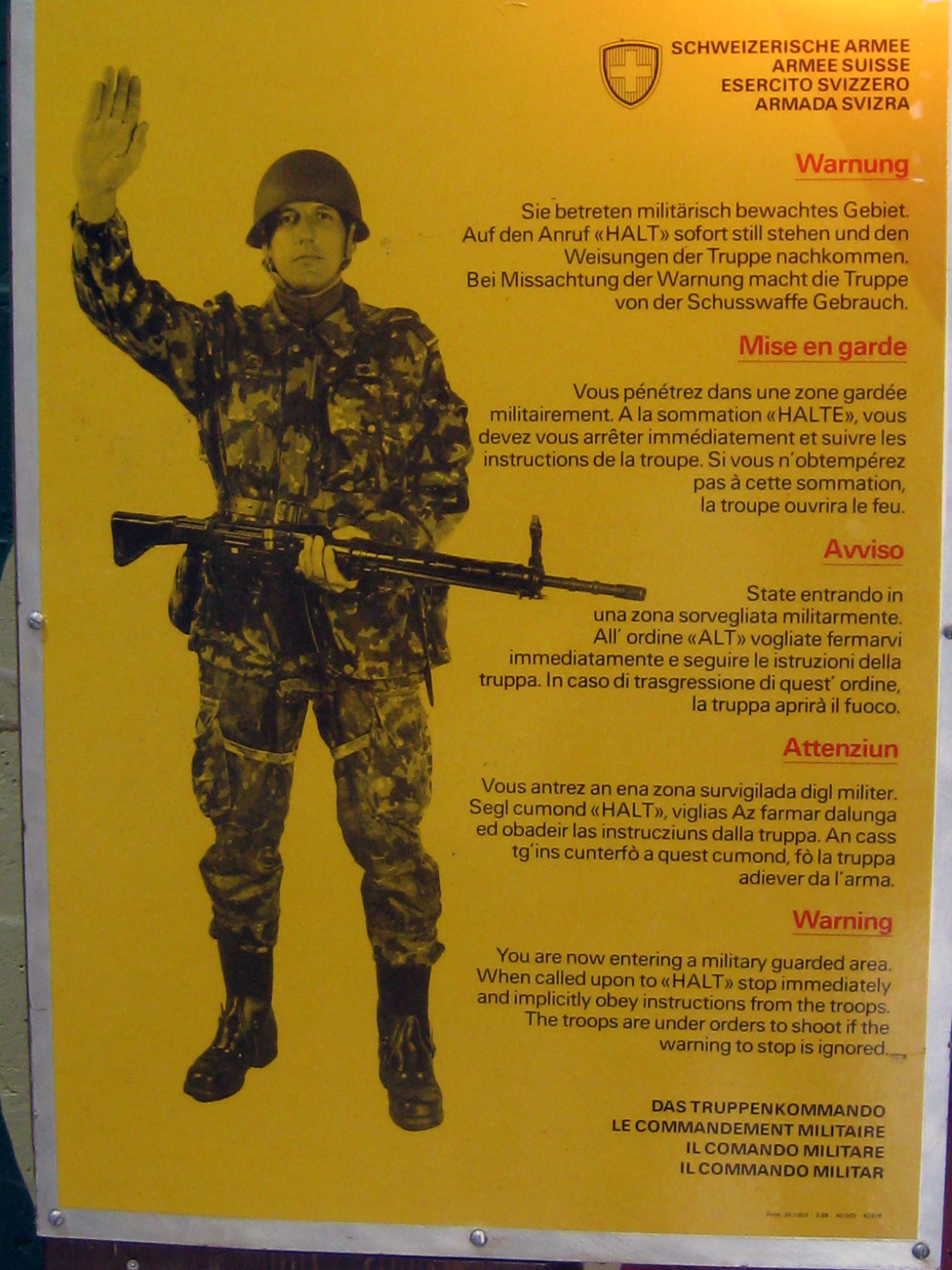
Wachtplakat der Schweizer Armee

Je nach der zu erwartenden Gefahr kann die Bewachung durch eine Aufsicht, z. B. durch einen Nachtwächter, durch einen Sicherheitsdienst oder ein Bewachungsunternehmen (eine zivile Körperschaft, die Wachdienst anbietet), durch die Exekutive (Polizei, Grenzschutz, Zollwache und ähnliche Verwaltungsorganisationen), durch das Militär (wobei die Militärpolizei zur Exekutive zählt) oder/und durch die Ankerwache, welche die  Wacheinheit auf Schiffen vor Anker, auch in der zivilen Seefahrt stellt, erfolgen. Die Sicherung von leerstehenden Gebäuden nach dem Grundsatz „Bewachung durch Bewohnung“ fällt nicht unter diese Definition, da keine aktiven Sicherungsmaßnahmen durchgeführt werden.
Beispiele gesetzlicher Regelungen:
In Deutschland muss man eine Prüfung beim Sachkundenachweis gemäß § 34 a Gewerbeordnung ablegen, um eine Erlaubnis als Wachschutz zu bekommen.
In Österreich sind gemäß § 78 des Bundes-Verfassungsgesetz Wachkörper für die Bewachung zuständig. Wachkörper sind dabei zivile, bewaffnete oder uniformierte oder sonst nach militärischem Muster eingerichtete Formationen, denen Aufgaben polizeilichen Charakters übertragen wurden.

## Wachdienst

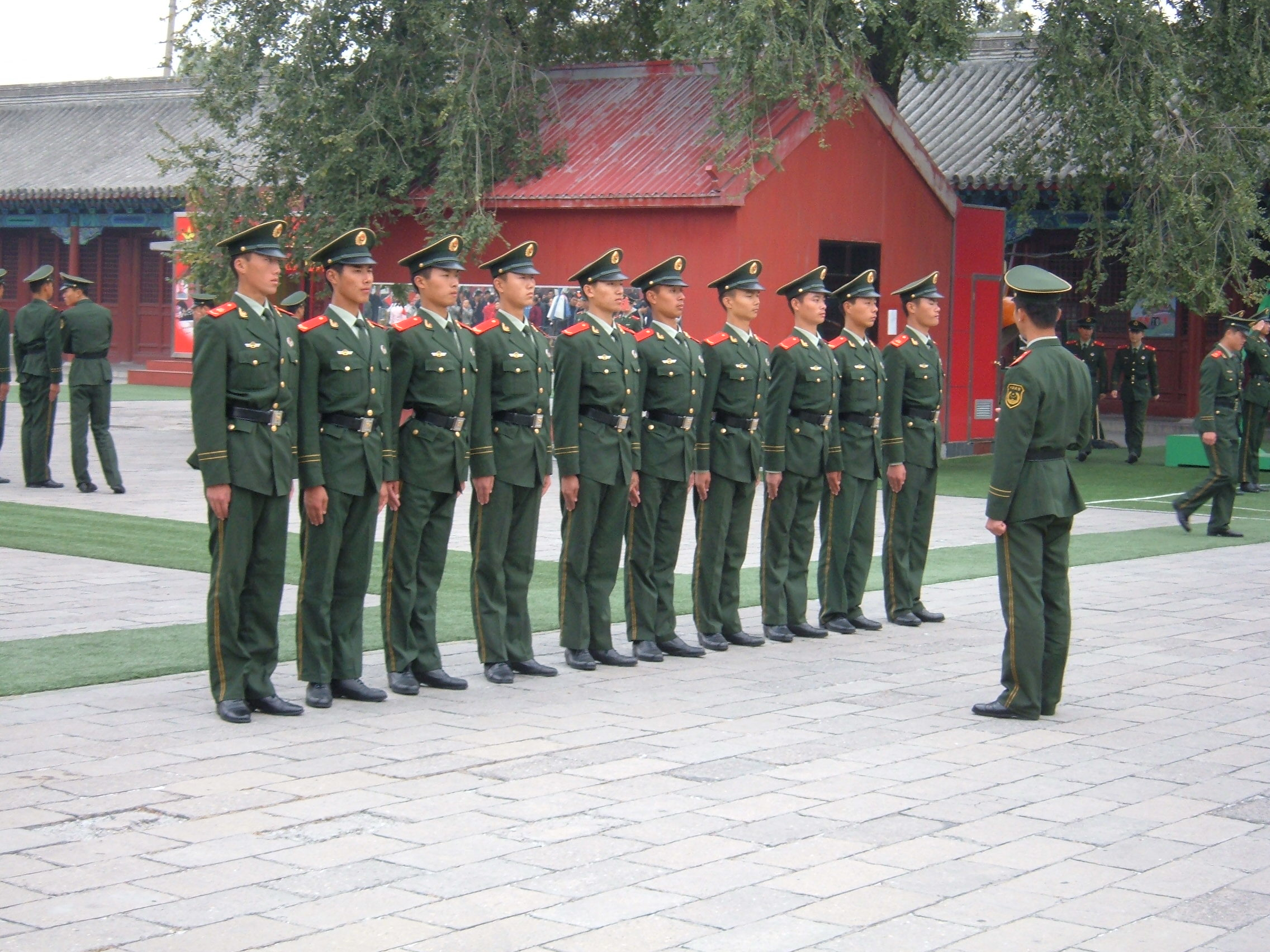
Wachantritt, Trupp der chinesischen Polizei

Zu den organisatorischen Bewachungsmaßnahmen gehören:
- Regelungen über Nachtdienst, Wochenenddienst, Feiertagsdienst
- Wachpläne, um die personalmäßige lückenlose Be- und Überwachung sicherzustellen – (1/3 auf Wache, 1/3 in der Bereitschaft, 1/3 in der Ruhe – zivil je 1/4 auf Wache, in der Bereitschaft, in der Ruhe, im Urlaub oder krank)
- Wachablösen, um Übermüdungen des Wachpersonals vorzubeugen, Berücksichtigung von Erschwernissen wie extreme Hitze oder Kälte
- Halbwache, Ablösung der halben Wache zur Halbzeit, je ein „Alter“ und ein „Neuer“ befinden sich auf der Wache

Beispiele:
- Wachdienst in der Bundeswehr (Deutschland)
- Brandwache, die Anwesenheit der Feuerwehr, nachdem ein Brand gelöscht wurde
- Hundewache, der Zeitraum von 00:00 bis 04:00 Uhr oder 06:00 Uhr an Bord von Wasserfahrzeugen
- U-Bahn-Wache

## Geschichte
Mit der Bildung von Löschmannschaften in Form von Pflichtfeuerwehren Anfang des 19. Jahrhunderts wurden auch deren Befugnisse festgelegt, in denen auch die Bewachung der bei Bränden geretteten Sachen auf Rettungsplätzen beschrieben wurde. So wurde eine von drei Abteilungen dazu bestimmt „nach dem Brande die geretteten Effecten und zurückgelassenen Löschgeräthe forthin zu bewachen, und ohne ausdrückliche Erlaubniß des Herzoglichen Schultheißen solche an Niemanden, selbst nicht an die ihnen bekannten Eigenthümer verabfolgen zu lassen“. Beispielsweise erließ die herzoglich-nassauische Regierung im November 1826 eine diesbezügliche Verordnung für ihr Herrschaftsgebiet.